# José Teodoro de Sousa Lobo
José Teodoro de Sousa Lobo ( Porto Alegre, 7 de janeiro de 1846 — Porto Alegre, 9 de agosto de 1913) foi um educador, engenheiro e escritor brasileiro.

## Biografia
Fez seus primeiros estudos no Colégio Caraça em Minas Gerais, iniciando sua carreira de educador enquanto ainda estudava no Seminário Episcopal de Porto Alegre. Depois formou-se engenheiro geógrafo pela Escola Central no Rio de Janeiro.
De volta à cidade natal, foi aprovado em concurso para professor de matemática na Escola Normal de Porto Alegre, em 1873, da qual chegou a ser vice-diretor. Fundou em 1877 e dirigiu o Colégio Souza Lobo, de relevante papel na vida educacional da capital, onde lecionou matemática elementar e superior, português, francês e latim. Por ali passaram diversas personalidades gaúchas, como Borges de Medeiros, Protásio Antônio Alves, Júlio Prates de Castilhos, Germano Hasslocher, Dioclécio Pereira, Sebastião Leão, Assis Brasil, João de Barros Cassal, entre outros.
Lecionou também no Colégio Júlio de Castilhos, e participou da Sociedade Partenon Literário. No serviço público foi inspetor de ensino, ascendendo ao cargo de diretor geral da Instrução Pública da Província. Em 1885 secretariou a reorganização do diretório do Partido Conservador em Santa Catarina.
Foi autor de diversos livros didáticos, entre eles Geografia elementar, Aritmética para meninos (1879, reeditada em 1932); Segunda Aritmética (1931, 1933 e 1953), e Segunda Aritmética para meninos (1870, 43 reedições até 1980).
É patrono da cadeira nº 8 da Academia Riograndense de Letras. Seu nome batiza uma escola municipal em Porto Alegre.